# Велоспорт на літніх Олімпійських іграх 2016 — спринт (чоловіки)
Змагання у спринті з велоспорту серед чоловіків на літніх Олімпійських іграх 2016 пройшли з 12 по 14 серпня.

## Призери
| Золото              | Срібло               | Бронза               |
| Джейсон Кенні (GBR) | Каллум Скіннер (GBR) | Денис Дмітрієв (RUS) |

## Рекорди
| Світовий рекорд     | Франсуа Первіс (FRA) | 9,347 c | Аґуаскальєнтес, Мексика | 6 грудня 2013 |
| Олімпійський рекорд | Джейсон Кенні (GBR)  | 9,713 c | Лондон, Велика Британія | 4 серпня 2012 |

## Змагання

### Кваліфікація
| Місце | Спортсмен                          | Результат |
| ----- | ---------------------------------- | --------- |
| 1     | Джейсон Кенні (GBR)                | 9.551 OR  |
| 2     | Каллем Скіннер (GBR)               | 9.703     |
| 3     | Метью Ґлетцер (AUS)                | 9.704     |
| 4     | Денис Дмітрієв (RUS)               | 9.774     |
| 5     | Грегорі Боже (FRA)                 | 9.807     |
| 6     | Нджісане Філліп (TTO)              | 9.813     |
| 7     | Даміан Желінський (POL)            | 9.823     |
| 8     | Джефрі Хогланд (NED)               | 9.837     |
| 9     | Сем Вебстер (NZL)                  | 9.880     |
| 10    | Едвард Докінс (NZL)                | 9.895     |
| 11    | Франсуа Первіс (FRA)               | 9.898     |
| 12    | Йоахім Айлерс (GER)                | 9.908     |
| 13    | Сюй Чао (CHN)                      | 9.939     |
| 14    | Павел Келемен (CZE)                | 9.969     |
| 15    | Рафаль Сарнецький (POL)            | 9.980     |
| 16    | Фабіан Ернандо Пуерта Сапата (COL) | 9.981     |
| 17    | Патрік Констебл (AUS)              | 10.010    |
| 18    | Максиміліан Леві (GER)             | 10.035    |
| 19    | Хуан Перальта Гаскон (ESP)         | 10.055    |
| 20    | Кан Тон Чін (KOR)                  | 10.092    |
| 21    | Тео Бос (NED)                      | 10.140    |
| 22    | Ім Чхе Пін (KOR)                   | 10.147    |
| 23    | Сантьяго Рамірес Моралес (COL)     | 10.199    |
| 24    | Ерсоні Канелон (VEN)               | 10.239    |
| 25    | Сеїтіро Накаґава (JPN)             | 10.241    |
| 26    | Микита Шуршин (RUS)                | 10.418    |
| 27    | Сезар Маркано (VEN)                | 10.649    |

### 1/16 фіналу
| Місце | Спортсмен              | Результат |
| ----- | ---------------------- | --------- |
| 1     | Джейсон Кенні (GBR)    | 10.245    |
| 2     | Максиміліан Леві (GER) | +0.066    |

| Місце | Спортсмен             | Результат |
| ----- | --------------------- | --------- |
| 1     | Каллум Скіннер (GBR)  | 10.254    |
| 2     | Патрік Констебл (AUS) | +0.071    |

| Місце | Спортсмен                          | Результат |
| ----- | ---------------------------------- | --------- |
| 1     | Метью Ґлетцер (AUS)                | 10.299    |
| 2     | Фабіан Ернандо Пуерта Сапата (COL) | +0.058    |

| Місце | Спортсмен               | Результат |
| ----- | ----------------------- | --------- |
| 1     | Денис Дмітрієв (RUS)    | 10.141    |
| 2     | Рафаль Сарнецький (POL) | +0.036    |

| Місце | Спортсмен           | Результат |
| ----- | ------------------- | --------- |
| 1     | Грегорі Боже (FRA)  | 10.214    |
| 2     | Павел Келемен (CZE) | +0.050    |

| Місце | Спортсмен             | Результат |
| ----- | --------------------- | --------- |
| 1     | Сюй Чао (CHN)         | 10.373    |
| 2     | Нджісане Філліп (TTO) | +0.145    |

| Місце | Спортсмен               | Результат |
| ----- | ----------------------- | --------- |
| 1     | Йоахім Айлерс (GER)     | 10.428    |
| 2     | Даміан Желінський (POL) | +0.041    |

| Місце | Спортсмен            | Результат |
| ----- | -------------------- | --------- |
| 1     | Джефрі Хогланд (NED) | 10.181    |
| 2     | Франсуа Первіс (FRA) | +0.052    |

| Місце | Спортсмен           | Результат |
| ----- | ------------------- | --------- |
| 1     | Сем Вебстер (NZL)   | 10.159    |
| 2     | Едвард Докінс (NZL) | +0.150    |

### Додатковий раунд 1/16 фіналу
| Місце | Спортсмен              | Результат |
| ----- | ---------------------- | --------- |
| 1     | Максиміліан Леві (GER) | 10.356    |
| 2     | Едвард Докінс (NZL)    | +0.024    |
| 3     | Нджісане Філліп (TTO)  | +1.429    |

| Місце | Спортсмен               | Результат |
| ----- | ----------------------- | --------- |
| 1     | Патрік Констебл (AUS)   | 10.363    |
| 2     | Даміан Желінський (POL) | +0.028    |
| 3     | Павел Келемен (CZE)     | +0.378    |

| Місце | Спортсмен                          | Результат |
| ----- | ---------------------------------- | --------- |
| 1     | Фабіан Ернандо Пуерта Сапата (COL) | 10.272    |
| 2     | Рафаль Сарнецький (POL)            | +0.086    |
| 3     | Франсуа Первіс (FRA)               | +0.607    |

### 1/8 фіналу
| Місце | Спортсмен                          | Результат |
| ----- | ---------------------------------- | --------- |
| 1     | Джейсон Кенні (GBR)                | 10.369    |
| 2     | Фабіан Ернандо Пуерта Сапата (COL) | +0.109    |

| Місце | Спортсмен             | Результат |
| ----- | --------------------- | --------- |
| 1     | Каллум Скіннер (GBR)  | 10.359    |
| 2     | Патрік Констебл (AUS) | +0.021    |

| Місце | Спортсмен              | Результат |
| ----- | ---------------------- | --------- |
| 1     | Метью Ґлетцер (AUS)    | 10.166    |
| 2     | Максиміліан Леві (GER) | +0.059    |

| Місце | Спортсмен            | Результат |
| ----- | -------------------- | --------- |
| 1     | Денис Дмітрієв (RUS) | 10.102    |
| 2     | Сем Вебстер (NZL)    | +0.142    |

| Місце | Спортсмен            | Результат |
| ----- | -------------------- | --------- |
| 1     | Грегорі Боже (FRA)   | 10.103    |
| 2     | Джефрі Хогланд (NED) | +0.121    |

| Місце | Спортсмен           | Результат |
| ----- | ------------------- | --------- |
| 1     | Йоахім Айлерс (GER) | 10.449    |
| 2     | Сюй Чао (CHN)       | +0.058    |

### Додатковий раунд 1/8 фіналу
| Місце | Спортсмен                          | Результат |
| ----- | ---------------------------------- | --------- |
| 1     | Сюй Чао (CHN)                      | 10.753    |
| 2     | Сем Вебстер (NZL)                  | +0.048    |
| 3     | Фабіан Ернандо Пуерта Сапата (COL) | +0.181    |

| Місце | Спортсмен              | Результат |
| ----- | ---------------------- | --------- |
| 1     | Патрік Констебл (AUS)  | 10.456    |
| 2     | Максиміліан Леві (GER) | +0.100    |
| 3     | Джефрі Хогланд (NED)   | +0.118    |

### Чвертьфінал
| Місце | Спортсмен             | Результат 1 гонки | Результат 2 гонки |
| ----- | --------------------- | ----------------- | ----------------- |
| 1     | Джейсон Кенні (GBR)   | 10.341            | 10.219            |
| 2     | Патрік Констебл (AUS) | +0.194            | +0.258            |

| Місце | Спортсмен            | Результат 1 гонки | Результат 2 гонки |
| ----- | -------------------- | ----------------- | ----------------- |
| 1     | Каллум Скіннер (GBR) | 10.299            | 10.212            |
| 2     | Сюй Чао (CHN)        | +0.122            | +0.200            |

| Місце | Спортсмен           | Результат 1 гонки | Результат 2 гонки |
| ----- | ------------------- | ----------------- | ----------------- |
| 1     | Метью Ґлетцер (AUS) | 10.456            | 10.401            |
| 2     | Йоахім Айлерс (GER) | +0.084            | +0.049            |

| Місце | Спортсмен            | Результат 1 гонки | Результат 2 гонки |
| ----- | -------------------- | ----------------- | ----------------- |
| 1     | Денис Дмітрієв (RUS) | 10.202            | 10.166            |
| 2     | Грегорі Боже (FRA)   | +0.063            | +0.213            |

### Півфінал
| Місце | Спортсмен            | Результат 1 гонки | Результат 2 гонки | Результат 3 гонки |
| ----- | -------------------- | ----------------- | ----------------- | ----------------- |
| 1     | Джейсон Кенні (GBR)  | +0.043            | 10.048            | 10.071            |
| 2     | Денис Дмітрієв (RUS) | 10.139            | +0.032            | +0.302            |

| Місце | Спортсмен            | Результат 1 гонки | Результат 2 гонки |
| ----- | -------------------- | ----------------- | ----------------- |
| 1     | Каллум Скіннер (GBR) | 10.119            | 10.244            |
| 2     | Метью Ґлетцер (AUS)  | +0.046            | +0.057            |

### Гонка за дев'яте місце
| Місце | Спортсмен                          | Результат |
| ----- | ---------------------------------- | --------- |
| 9     | Максиміліан Леві (GER)             | 10.275    |
| 10    | Фабіан Ернандо Пуерта Сапата (COL) | +0.067    |
| 11    | Джефрі Хогланд (NED)               | +0.126    |
| 12    | Сем Вебстер (NZL)                  | +0.329    |

### Гонка за п'яте місце
| Місце | Спортсмен             | Результат |
| ----- | --------------------- | --------- |
| 5     | Йоахім Айлерс (GER)   | 10.525    |
| 6     | Сюй Чао (CHN)         | +0.036    |
| 7     | Грегорі Боже (FRA)    | +0.153    |
| 8     | Патрік Констебл (AUS) | +0.215    |

### Гонка за третє місце
| Місце | Спортсмен            | Результат 1 гонки | Результат 2 гонки |
| ----- | -------------------- | ----------------- | ----------------- |
| 3     | Денис Дмітрієв (RUS) | 10.105            | 10.190            |
| 2     | Метью Ґлетцер (AUS)  | +0.072            | +0.044            |

### Фінал
| Місце | Спортсмен            | Результат 1 гонки | Результат 2 гонки |
| ----- | -------------------- | ----------------- | ----------------- |
| 1     | Джейсон Кенні (GBR)  | 10.164            | 9.916             |
| 2     | Каллум Скіннер (GBR) | +0.113            | +0.086            |